# Emiliano Díaz del Castillo Zarama
Emiliano Díaz del Castillo Zarama (* 22. Mai 1923 in Pasto; † 2009 in Bogotá) war ein kolumbianischer Historiker und Politiker.

## Tätigkeit
Díaz del Castillo Zarama studierte Rechtswissenschaften an der Pontificia Universidad Javeriana. Er war Bürgermeister von Pasto, Abgeordneter des Departamento de Nariño und Kongressabgeordneter. Er veröffentlichte Schriften zur Kolonialgeschichte der Stadt Pasto. Sein Nachlass befindet sich in der Biblioteca Luis Ángel Arango.

## Schriften (Auswahl)
- Agualongo, caudillo pastuso y prócer colombiano. Pasto, 1982. OCLC 10558928
- Cultura prehispánica nariñense. Pasto: Tip. “Javier”, 1985. OCLC 13525443
- San Juan de Pasto, siglo XVI. Bogotá, 1987. OCLC 18574772
- Testimonio del Acta de independencia de Cali. Bogotá: CODIDELCAG, 1990. OCLC 23082283
- Cabildos de San Juan de Pasto, 1573–1579. Bogotá: Academia Colombiana de Historia, 1995. OCLC 34413745
- Cabildos de la ciudad de San Juan de Pasto, 1561–1569. Bogotá: Academia Colombiana de Historia, 1999. OCLC 43979063